# Mora excelsa
Mora excelsa är en ärtväxtart som beskrevs av George Bentham. Mora excelsa ingår i släktet Mora och familjen ärtväxter. Inga underarter finns listade i Catalogue of Life.

## Bildgalleri

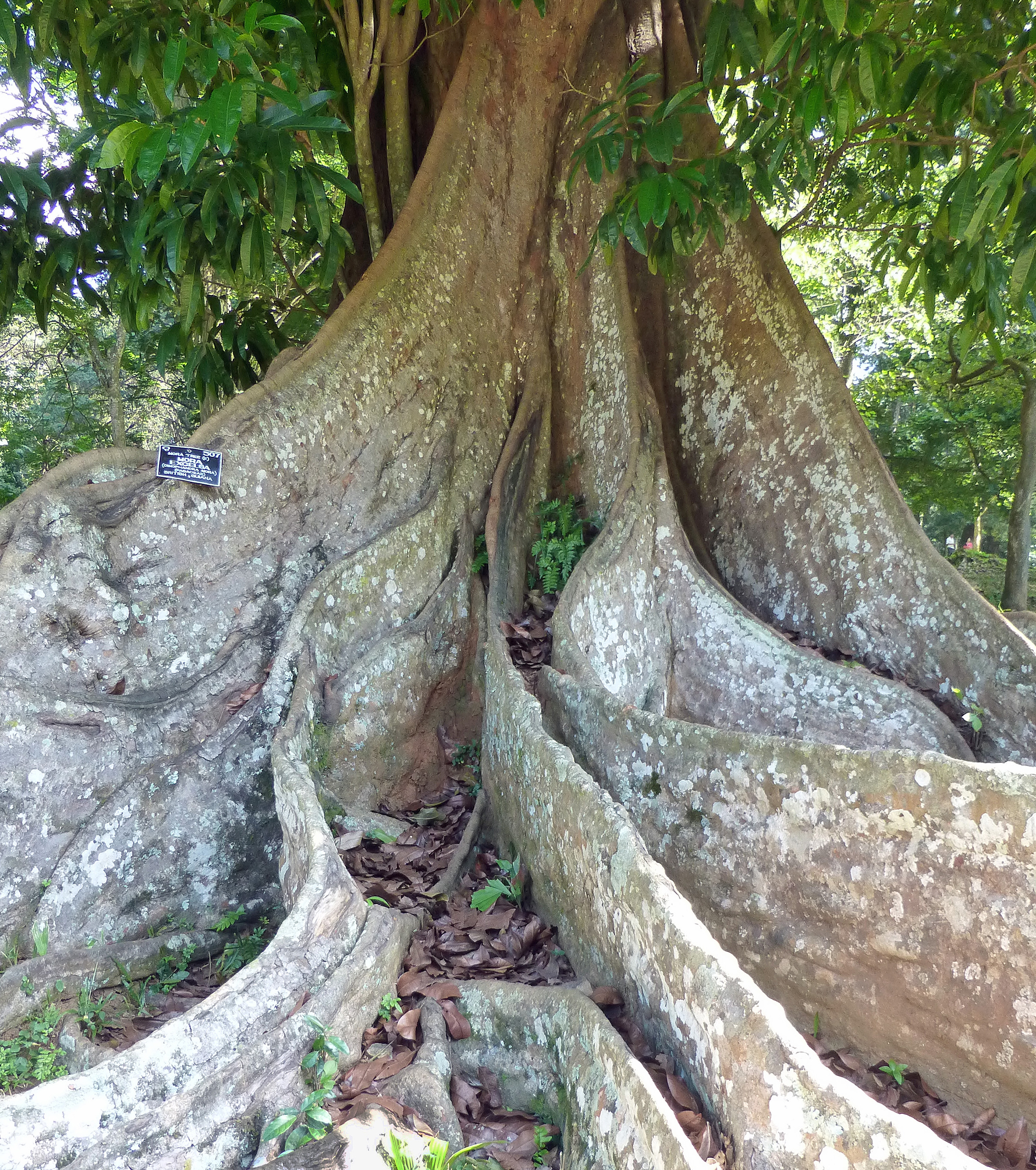
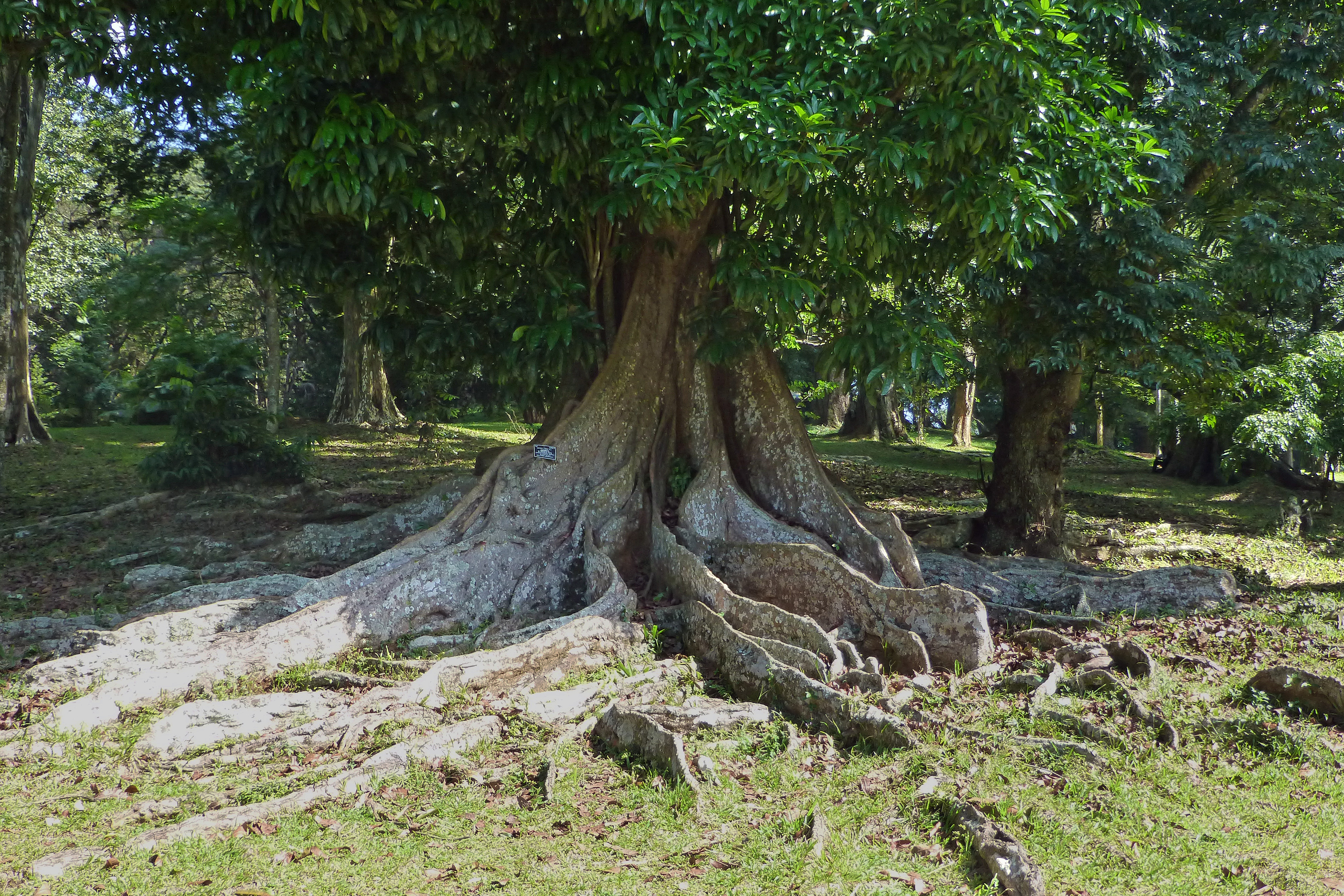